# Agno (rivier)

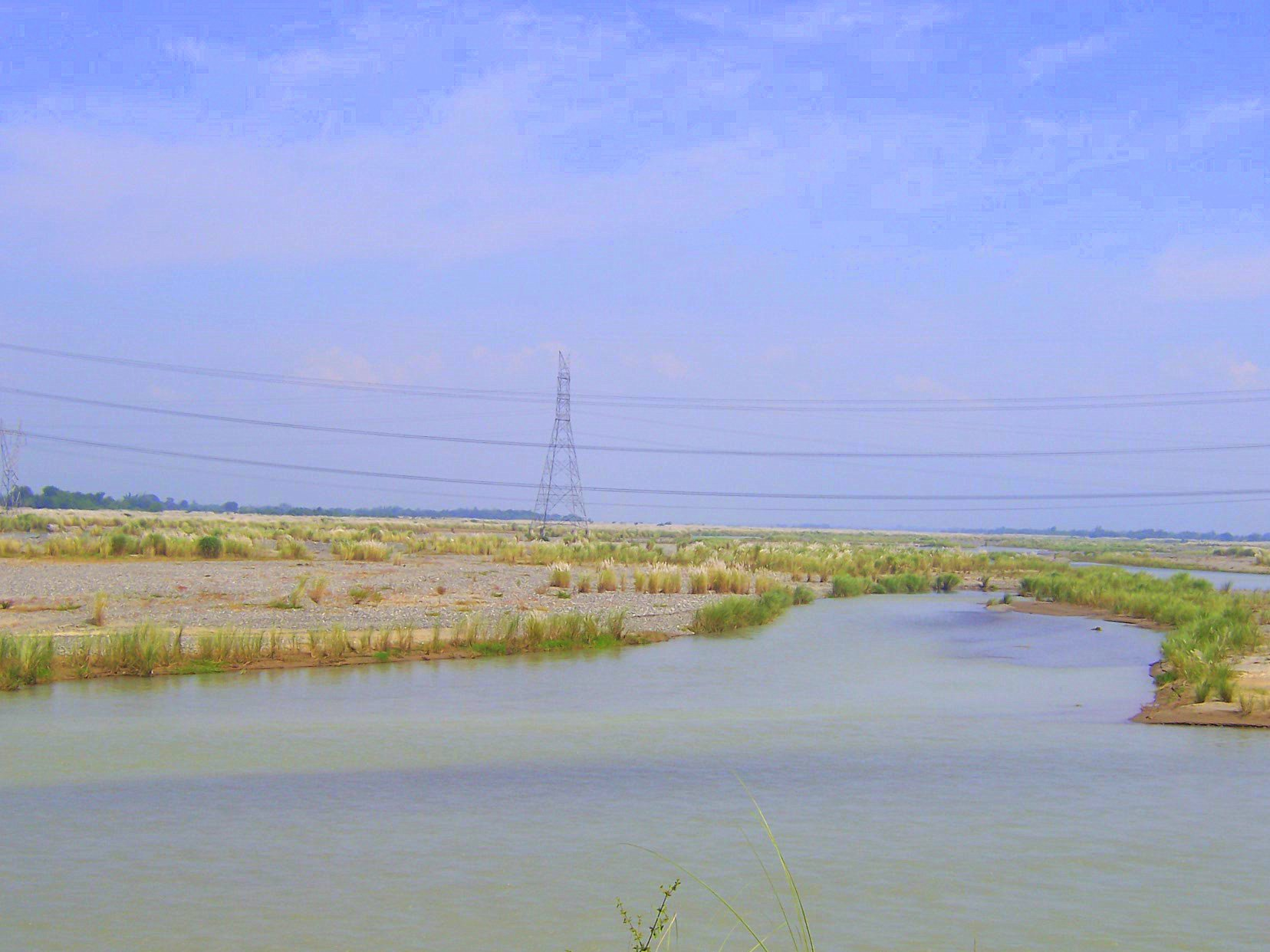
De Agno

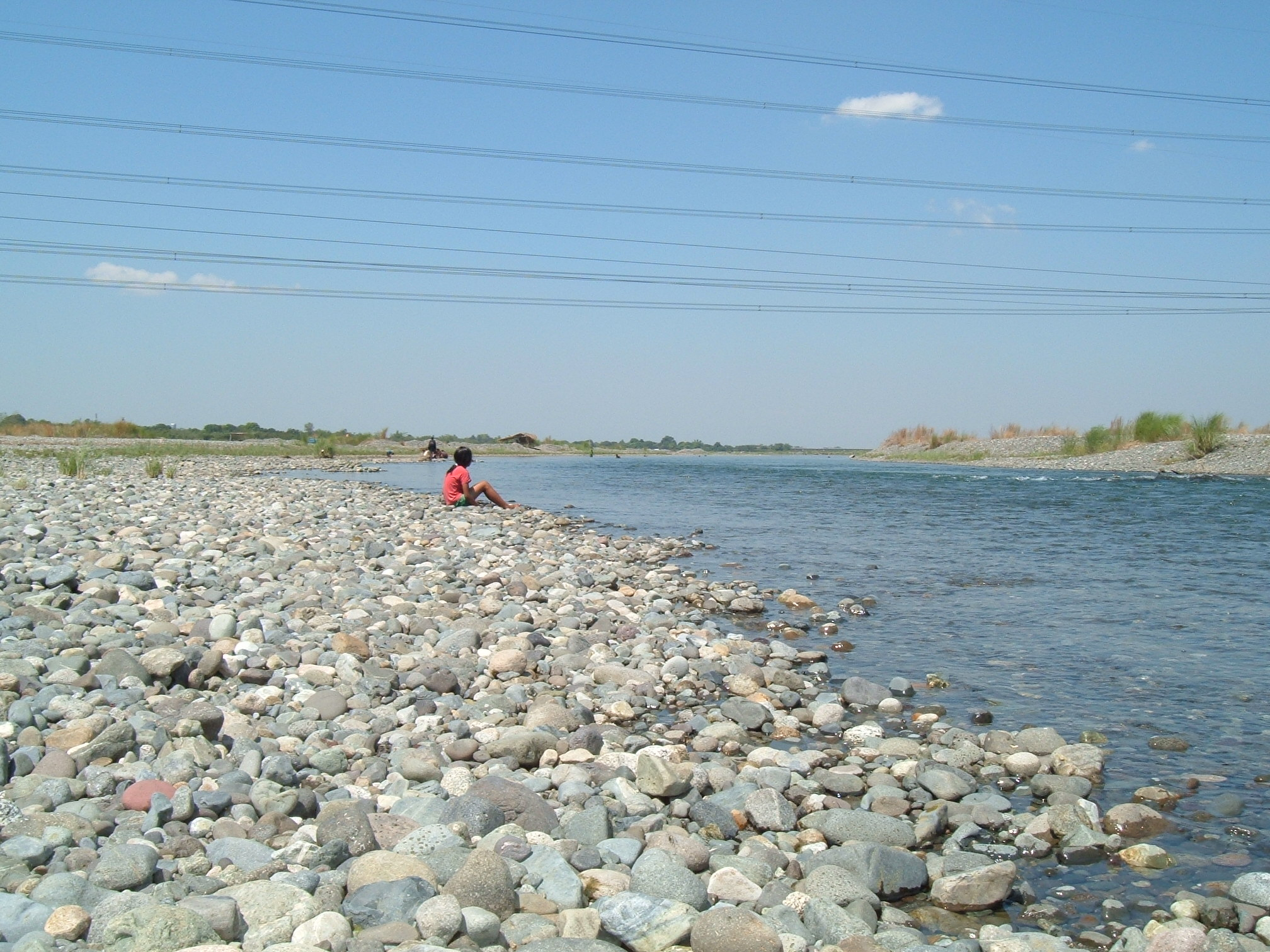
De Agno

De Agno is een rivier op het grootste Filipijnse eiland Luzon. De rivier stroomt vanuit haar oorsprong in de bergen van de Cordillera Central, in het noorden van Luzon oostwaarts naar haar monding in de Golf van Lingayen. Met een stroomgebied van 5.952 km² en een lengte van 206 kilometer is de Agno de op vier na grootste rivier van het land, na de Cagayan, de Mindanao, de Agusan en de Pampanga.